# Sylvaclinicus
Sylvaclinicus – wymarły rodzaj owadów z rzędu świerszczokaraczanów, obejmujący tylko jeden znany gatunek: Sylvaclinicus echinatus.
Rodzaj i gatunek opisane zostały w 2004 roku przez Daniła Aristowa. Opisu dokonano na podstawie pojedynczej skamieniałości larwy, odnalezionej w formacji Koszelewka, w rosyjskiej Czekardzie i pochodzącej z piętra kunguru w permie.
Owad o zwartej budowy ciele długości 12–13 mm. Głowę miał małą, wyposażoną w duże oczy i prawdopodobnie krótkie czułki o członach tak długich jak szerokich. Odwrotnie trapezowate przedplecze miało poprzeczne paranotalia z ostrymi krawędziami bocznymi. Śródplecze i zaplecze były poprzeczne, to pierwsze nieco z przodu zwężone. Grube odnóża charakteryzowały się szerokimi udami, silnie rozszerzonymi i uzbrojonymi w duże kolce goleniami oraz krótkimi stopami, z których tylne miały ostatni, trzeci człon rozszerzony u szczytu.